# ماساشي أوتاني (لاعب كرة قدم مواليد 1994)
ماساشي أوتاني (باليابانية: 大谷 真史) (مواليد 14 يونيو 1994) هو لاعب كرة قدم ياباني.

## وصلات خارجية
- ماساشي أوتاني (لاعب كرة قدم مواليد 1994) على موقع رابطة كرة القدم اليابانية للمحترفين (اليابانية)
- ماساشي أوتاني (لاعب كرة قدم مواليد 1994) على موقع قاعدة بيانات كرة القدم.إي يو (الإنجليزية)
- ماساشي أوتاني (لاعب كرة قدم مواليد 1994) على موقع Soccerway.com (الإنجليزية)